# Portland Pirates
Die Portland Pirates waren eine Eishockeymannschaft aus der American Hockey League. Sie spielten von 1993 bis 2016 in der Cross Insurance Arena in Portland, Maine. Die Vereinsfarben waren rot und schwarz.

## Geschichte
Die Pirates wurden 1993 als Farmteam der Washington Capitals gegründet. Ein Jahr zuvor waren die Maine Mariners (1977 bis 1992) weggezogen und in Providence Bruins umbenannt worden. Als die Baltimore Skipjacks (1982 bis 1993) entschieden, den Standort zu wechseln, zogen sie nach Portland und man gründete die Portland Pirates. 2005 beendeten die Capitals die Zusammenarbeit mit den Pirates und man unterschrieb eine Zusammenarbeit mit den Mighty Ducks of Anaheim. Im Sommer 2008 wurden die Buffalo Sabres neuer Kooperationspartner der Pirates. Auch diese Zusammenarbeit dauerte drei Jahre, bevor sie durch den Erwerb der Rochester Americans durch die Buffalo Sabres im Juni 2011 beendet wurde.
Bereits in ihrer ersten Saison gewannen die Pirates die Play-offs und damit den Calder Cup. Im Jahr darauf waren sie nach der Vorrunde wieder unter den besten Mannschaften, schieden aber in der ersten Runde der Play-offs aus. 1996 erreichten sie erneut das Finale um den Calder Cup, unterlagen aber den Rochester Americans. Seitdem waren die Ergebnisse sehr abwechselnd. Entweder man verpasste die Endrunde komplett oder man schied nach einer guten Vorrunde in der Endrunde meist früh aus. 2005 einigten sich die Pirates mit dem Cumberland County Civic Center (seit 2014 Cross Insurance Arena) auf eine fünfjährige Zusammenarbeit, womit Spekulationen um einen erneuten Umzug beendet wurden.
Mit Beginn der Saison 2015/16 kooperierte man in der NHL mit den Florida Panthers. Im Mai 2016 wurde bekannt, dass das Team nach Springfield, Massachusetts umgesiedelt wird. Dort firmiert es mit Beginn der Saison 2016/17 unter dem Namen Springfield Thunderbirds und ersetzt somit die bisher dort ansässigen Springfield Falcons, die fortan in Tucson, Arizona als Tucson Roadrunners aktiv sind.

## Teamrekorde

### Karriere
|                           | Name            | Anzahl          |
| Meiste Spiele             | Kent Hulst      | 473 (1993–2001) |
| Meiste Tore               | Kent Hulst      | 147             |
| Meiste Vorlagen           | Andrew Brunette | 224             |
| Meiste Punkte             | Kent Hulst      | 360             |
| Meiste Strafminuten       | Kevin Kaminski  | 797             |
| Meiste Siege als Torhüter | Mike McKenna    | 84              |
| Meiste Shutouts           | Maxime Ouellet  | 17              |

### Saison
|                        | Name           | Anzahl                      | Saison  |
| Meiste Tore            | Michel Picard  | 41                          | 1993/94 |
| Meiste Vorlagen        | Jeff Nelson    | 73                          | 1993/94 |
| Meiste Punkte          | Jeff Nelson    | 107 (34 Tore + 73 Vorlagen) | 1993/94 |
| Meiste Strafminuten    | Mark Major     | 355                         | 1997/98 |
| Bester Gegentorschnitt | Maxime Ouellet | 1,99                        | 2003/04 |
| Beste Save Percentage  | Maxime Ouellet | 93,0 %                      | 2003/04 |

## Titel und Trophäen
- Calder Cup: 1993/94
- Richard F. Canning Trophy: 1993/94, 1995/96
- Frank S. Mathers Trophy: 2005/06
- Emile Francis Trophy: 2005/06, 2010/11

### Auszeichnungen für Spieler
| Harry „Hap“ Holmes Memorial Award - Olaf Kölzig & Byron Dafoe: 1993/94 Louis A. R. Pieri Memorial Award - Barry Trotz: 1993/94 - Glen Hanlon: 1999/00 - Kevin Dineen: 2005/06 Jack A. Butterfield Trophy - Olaf Kölzig: 1993/94 James C. Hendy Memorial Award - Tom Ebright: 1993/94 Dudley „Red“ Garrett Memorial Award - Jim Carey: 1994/95 - Jaroslav Svejkovský: 1996/97 - Nathan Gerbe: 2008/09 - Tyler Ennis: 2009/10 - Luke Adam: 2010/11 | Aldege „Baz“ Bastien Memorial Award - Jim Carey: 1994/95 - Martin Brochu: 1999/00 Eddie Shore Award - Marc-André Gragnani: 2010/11 Les Cunningham Award - Martin Brochu: 1999/00 Fred T. Hunt Memorial Award - Kent Hulst: 2000/01 - Chris Ferraro: 2002/03 James H. Ellery Memorial Awards - Dave Ahlers: 2002/03 |

## Saisonstatistik
Abkürzungen: GP = Spiele, W = Siege, L = Niederlagen, T = Unentschieden, OTL = Niederlagen nach Overtime SOL = Niederlagen nach Shootout, Pts = Punkte, GF = Erzielte Tore, GA = Gegentore
| Saison  | GP | W  | L  | T  | OTL | SOL | Pts | GF  | GA  | Platz          | Playoffs                                                          |
| 1993/94 | 80 | 43 | 27 | 10 | 0   | −   | 328 | 269 | 96  | 2. North       | Gewinn des Calder Cup                                             |
| 1994/95 | 80 | 46 | 22 | 12 | 0   | −   | 333 | 233 | 104 | 2. North       | 1. Runde                                                          |
| 1995/96 | 80 | 32 | 34 | 10 | 4   | −   | 282 | 283 | 78  | 3. North       | Finale                                                            |
| 1996/97 | 80 | 37 | 26 | 10 | 7   | −   | 279 | 264 | 91  | 3. New England | 1. Runde                                                          |
| 1997/98 | 80 | 33 | 33 | 12 | 2   | −   | 241 | 247 | 80  | 3. Atlantic    | 2. Runde                                                          |
| 1998/99 | 80 | 23 | 48 | 7  | 2   | −   | 214 | 273 | 55  | 5. Atlantic    | Play-offs verpasst                                                |
| 1999/00 | 80 | 46 | 23 | 10 | 1   | −   | 256 | 202 | 103 | 2. New England | 1. Runde                                                          |
| 2000/01 | 80 | 34 | 40 | 4  | 2   | −   | 250 | 280 | 74  | 5. New England | 1. Runde                                                          |
| 2001/02 | 80 | 30 | 31 | 15 | 4   | −   | 220 | 225 | 79  | 4. North       | Play-offs verpasst                                                |
| 2002/03 | 80 | 33 | 28 | 13 | 6   | −   | 221 | 195 | 85  | 4. North       | In der Qualifikations-Runde ausgeschieden                         |
| 2003/04 | 80 | 32 | 27 | 13 | 8   | −   | 156 | 160 | 85  | 5. Atlantic    | 1. Runde                                                          |
| 2004/05 | 80 | 34 | 34 | 6  | 6   | −   | 175 | 242 | 80  | 6. Atlantic    | Play-offs verpasst                                                |
| 2005/06 | 80 | 53 | 19 | 5  | 3   | −   | 306 | 241 | 114 | 1. Atlantic    | Niederlage im Halbfinale gegen die Hershey Bears                  |
| 2006/07 | 80 | 37 | 31 | —  | 3   | 9   | 86  | 225 | 232 | 6. Atlantic    | Play-offs verpasst                                                |
| 2007/08 | 80 | 45 | 26 | —  | 5   | 4   | 99  | 238 | 215 | 3. Atlantic    | Niederlage im Halbfinale gegen die Wilkes-Barre/Scranton Penguins |
| 2008/09 | 80 | 39 | 31 | —  | 3   | 7   | 88  | 249 | 239 | 3. Atlantic    | 1. Runde, Niederlage gegen die Providence Bruins                  |
| 2009/10 | 80 | 45 | 24 | —  | 7   | 4   | 101 | 244 | 214 | 2. Atlantic    | 1. Runde, Niederlage gegen die Manchester Monarchs                |
| 2010/11 | 80 | 47 | 24 | —  | 7   | 2   | 103 | 280 | 238 | 1. Atlantic    | 2. Runde, Niederlage gegen die Binghamton Senators                |
| 2011/12 | 76 | 36 | 31 | —  | 4   | 5   | 81  | 223 | 254 | 3. Atlantic    | Play-offs verpasst                                                |
| 2012/13 | 76 | 41 | 30 | —  | 3   | 2   | 87  | 230 | 233 | 2. Atlantic    | 1. Runde, Niederlage gegen die Syracuse Crunch                    |
| 2013/14 | 76 | 24 | 39 | —  | 3   | 10  | 61  | 222 | 284 | 5. Atlantic    | Play-offs verpasst                                                |
| 2014/15 | 76 | 39 | 28 | —  | 7   | 2   | 87  | 203 | 190 | 4. Atlantic    | 1. Runde, Niederlage gegen die Manchester Monarchs                |
| 2015/16 | 76 | 41 | 27 | —  | 6   | 2   | 90  | 215 | 207 | 4. Atlantic    | 1. Runde, Niederlage gegen die Hershey Bears                      |

## Bekannte ehemalige Spieler
| - Olaf Kölzig - Paul Bissonnette - Andrew Brunette - Maxime Ouellet - Dustin Penner - Ryan Shannon - Ryan Getzlaf - Brian Sutherby | - Jakub Klepiš - Tomáš Fleischmann - Steve Eminger - Jason Ulmer - Mark Hartigan - Nathan Marsters - Aaron Rome - Dave Bolland | - Ashton Rome - Michael Leighton - Sébastien Caron - Ivan Čiernik - François Méthot - Glen Metropolit - Jason Doig - Rastislav Staňa | - Sébastien Charpentier - Nick Naumenko - Mark Murphy - Jakub Ficenec - Bruno St. Jacques - Matt Keith - Michel Périard - Corey Hirsch |